# Ltile Nappaholmen
Ltile Nappaholmen est une île norvégienne du comté de Hordaland appartenant administrativement à Bømlo.

## Description
Rocheuse et désertique, à fleur d'eau, au sud de Store Nappaholmen, elle s'étend sur environ 61 m de longueur pour une largeur approximative de 37 m.